# San Antonio (Caguas)
San Antonio es un barrio ubicado en el municipio de Caguas en el Estado Libre Asociado de Puerto Rico. En el Censo de 2010 tenía una población de 2224 habitantes y una densidad poblacional de 467,95 personas por km².

## Geografía
San Antonio se encuentra ubicado en las coordenadas 18°18′5″N 66°2′12″O / 18.30139, -66.03667. Según la Oficina del Censo de los Estados Unidos, San Antonio tiene una superficie total de 4.75 km², de la cual 4.31 km² corresponden a tierra firme y (9.21%) 0.44 km² es agua.

## Demografía
Según el censo de 2010, había 2224 personas residiendo en San Antonio. La densidad de población era de 467,95 hab./km². De los 2224 habitantes, San Antonio estaba compuesto por el 74.15% blancos, el 13.58% eran afroamericanos, el 0.63% eran amerindios, el 0.54% eran asiáticos, el 7.15% eran de otras razas y el 3.96% pertenecían a dos o más razas. Del total de la población el 98.79% eran hispanos o latinos de cualquier raza.